# Distretto Nord (Stoccarda)
Il distretto Nord é un distretto di Stoccarda.